# 다릅나무
다릅나무는 콩과의 낙엽수 교목이며 높이는 7m~20m까지 비스듬이 자라는 나무이다.고지대 자생하는 다릅나무는, 생장이 무척 느리다. 직경 5cm(12년),직경 10cm(25~30년) 지름은 최대50~60cm 정도로 자란다. 우리나라 전국의 산지에서 자라지만 보기 쉽지 않은 나무이다. 기온이 낮은 고지대에서 자란것일수록 생장이 느려 나무가 더 단단하고 조직이 촘촘해서 심재, 변재가 뚜렷하고 무늬가 아름다워 가구재료,고급도마로도 쓰이며 선화삼 으로도 알려진 나무이다 동맥경화, 위궤양, 갑상선, 임파선 질환에 특히 좋다고 알려져 있다 약재로 쓰려면 10년이상, 목공예 소품용 (솟대, 십자가, 슬라이스..등)은 5~20년이상 나무를 세로로 썰어 전통 가구재로 쓰려면 50년이상 재배해야한다,고급 소품용으로든, 가구재로든..등 수피는 갈녹색이며 광택이 난다. 잎은 3~5쌍의 작은 잎이 합쳐져 있으며 난형이다 끝부분이 동그랗고 아랫부분은 혓바닥 모향이다. 솔비나무와 헷갈릴 수 있는데 솔비나무보다 작은 잎의 수가 적어 구분이 가능하다. 다릅나무는 무뉘가 멋진 우리나라 토종 나무다.|약재=동맥경화, 위궤양, 갑상선, 임파선 질환에 특히 좋다고 알려져 있다.
콩과의 낙엽수 교목이며 높이는 7m~20m까지 비스듬이 자라는 나무이다.고지대 자생하는 다릅나무는, 생장이 무척 느리다.
직경 5cm(12년),직경 10cm(25~30년) 지름은 최대50~60cm 정도로 자란다. 우리나라 전국의 산지에서 자라지만 보기 쉽지 않은 나무이다. 기온이 낮은 고지대에서 자란것일수록 생장이 느려 나무가 더 단단하고 조직이 촘촘해서 심재, 변재가 뚜렷하고 무늬가 아름다워 가구재료,고급도마로도 쓰이며 선화삼 으로도 알려진 나무이다 동맥경화, 위궤양, 갑상선, 임파선 질환에 특히 좋다고 알려져 있다.
목공예 소품용 (솟대, 십자가, 슬라이스.. 등)은 5~20년 이상 나무를 세로로 썰어 전통 가구재로 사용되어 해외 수출된다. 고급 소품용, 가구 재료 등 수피는 갈 녹색이며 광택이 난다. 50년 이상 재배된 나무들로 고급도 마로도 사용되기 시작했으며 고급 소품용, 가구 재료 등 수피는 갈 녹색이며 광택이 난다.
잎은 3~5쌍의 작은 잎이 합쳐져 있으며 난형이다 끝부분이 동그랗고 아랫부분은 혓바닥 모향이다. 솔비나무와 헷갈릴 수 있는데 솔비나무보다 작은 잎의 수가 적어 구분이 가능하다. 다릅나무는 무뉘가 멋진 우리나라 토종 나무다.

## 쓰임새
나뭇결이 아름다우면서도 견고하여 고급 가구, 소품으로 사용되어 해외 수출하며 또는 십자가로 제작될 만큼 견고하며 아름다운 한국의 나무이다.
2018년 부로는 50년 이상 된(지름 25cm) 다릅나무들이 벌목이 가능하여 고급도마로 사용되고 있다.